# Zúievka
Zúievka (en rus: Зуевка) és una ciutat de l'óblast de Kírov, a Rússia, segons el cens del 2021 tenia 9.767. És la capital del districte (raion) homònim. Es troba a la riba dreta del riu Viatka, a 88 km a l'est de Kírov.

## Història
Zúievka nasqué el 1899 com una estació ferroviària de la línia Perm-Kotlas, la nova vila prengué el nom d'un poble proper. Rebé l'estatus de ciutat el 1944.